# Jean de La Chambre
Jean de La Chambre est un maître écrivain flamand né en 1601 et mort en 1668.

## Biographie
On le sait maître d'une école française (françoysche school) de Haarlem vers 1650.
On connaît de lui un portrait à l'âge de 33 ans par Frans Hals conservé à Londres, National Gallery : voir. Ce portrait semble avoir servi de modèle à une gravure exécutée par J. Suyderhoef en 1638, publiée en frontispice d'un des recueils d'exemples de La Chambre.
Un autre portrait peint par J. De Bray et gravé par P. Holsteyn en 1666 orne le titre du recueil d'exemples paru la même année (Cat. Muller n° 275).

## Œuvre

### Œuvres gravées

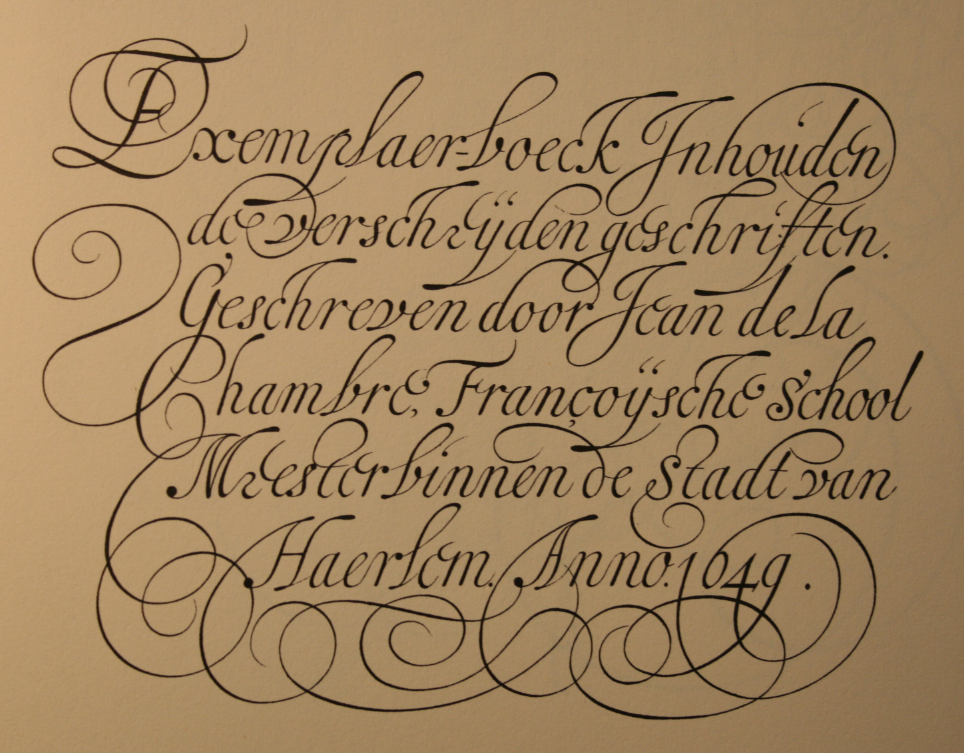
Page de titre l' Exemplaer-boeck de 1649.

- Verscheyden geschriften geschreven ende int koper gesneden door Jean de la Chambre... Haerlem, 1638. 4° obl., 20 f. Avec un portrait de l'auteur au début, gravé par J. Suyderhoef d'après Frans Hals. Il existe des exemplaires sur vélin. Cat. Muller n° 39.
- Exemplaer-boeck inhoudende verscheijden geschriften. Geschreven door Jean de la Chambre, françoysche school meester binnen de Stadt van Haerlem anno 1649. Haerlem, 1649. 4° obl., 22 f. Il existe des exemplaires sur vélin. Cat. Muller n° 40. Quatre planches repr. dans Jessen 1936 pl. 120-121.
- Exemplaren op d'Italiaensche manier gheschreven door Jean de la Chambre... ende int kooper ghesneden door Willem van der Laegh. Amsterdam : 1663. 4° obl, 26 f. Il existe des exemplaires sur vélin. Avec au début le portrait de l'auteur, gravé par P. Holsteyn d'après J. D. Bray et daté 1666. Cat. Muller n° 41.
- Verscheyden geschriften op d'Italiaensche maniere gheschreve. Door Jean de La Chambre Françoysche School Meester tot Haerlem anno 1666.

### Exemples manuscrits
- On possède de lui une inscription en français sur le Liber amicorum du diplomate Cornelis de Glarges (1599-1683), datée de Haarlem, 31 juillet 1674. Voir. Den Haag KB : 75 J 48.
- Un feuillet manuscrit écrit en néerlandais est signalé dans Cat. Muller (n° 42).